# Julia Bautz
Julia Bautz (* 15. Juli 1993 in Bad Homburg) ist eine deutsche Synchronsprecherin, Hörbuchsprecherin, Dialogbuchautorin, Synchronregisseurin und Sängerin.

## Werdegang
Bautz besuchte das Kaiserin-Friedrich-Gymnasium in Bad Homburg und die Otto-Hahn-Schule in Frankfurt. Danach absolvierte sie eine Schauspielausbildung an der Academy of Stage Arts in Oberursel.
Bautz hatte 2015 ihre ersten Engagements als Synchronsprecherin. Sie ist überwiegend in Zeichentrickserien, aber auch in Realfilmen, Serien und Videospielen zu hören. Sie leiht unter anderem Dana Heath ihre deutsche Sprech- und Gesangsstimme.
Seit 2019 übernimmt sie zusätzlich Arbeiten als Dialogbuchautorin und seit 2023 als Dialogregisseurin.

## Privat
Julia Bautz lebt seit Oktober 2019 in Berlin. Sie setzt sich online auf sozialen Netzwerken wie Instagram oder X für das Thema mentale Gesundheit und Anti-Mobbing/Ausgrenzung ein.

## Synchronrollen (Auswahl)

### Filme
- 2012: Jacob Bila als Doug in Ghoul – Das Geheimnis des Friedhofmonsters (Synchronisation 2018)
- 2015: Míriam Planas als Sara in Barcelona – Eine Sommernacht
- 2015: Mio Yûki als Yukiko Kanzaki in Assassination Classroom – Part 1
- 2016: Mio Yûki als Yukiko Kanzaki in Assassination Classroom – Part 2
- 2016: Aviv Cohen als Minnie Andrews in Anne auf Green Gables – Teil 2
- 2017: Fantine Harduin als Erika in Fannys Reise
- 2017: Ruby York als Heather in Art of Revenge – Mein Körper gehört mir
- 2017: Yael Meier als Vivi in Blue My Mind
- 2017: Eli Haley als Will in Weightless
- 2018: Lillian Blankenship als Lily in Day of the Dead: Bloodline (DVD-Synchronisation)
- 2018: Minako Kotobuki als Yuho Ebina in Lu Over The Wall
- 2018: Liana Perlich als Teresa in Mid90s
- 2018: Lucy DeVito als Barbara in Rich Boy, Rich Girl – Fake it till you make it
- 2018: Yui Ogura als Aya Oogai in K: Seven Stories: Lost Small World
- 2019: Kanna Hashimoto als Ka Ryou Ten/He Liao Diao in Kingdom
- 2019: Hanako Footman als Ruby in Guns Akimbo
- 2019: Sana Joachaim als Bintou in Die Wütenden – Les Misérables
- 2020: Logan Riley als Kaylee in The Prom
- 2020: Vanessa Borrini als Vanessa in Verrückt nach Figaro
- 2020: Maisa Silva als Vicenza in Der doppelte Vater
- 2021: Malic White als Boof in Candyman
- 2022: Lina Lecompte als Lagoona in Monster High: Der Film
- 2023: Lina Lecompte als Lagoona in Monster High 2
- 2024: Juju Di Domenico als Asia in Der Tränenmacher

### Serien
- 1963–1989: Souska John als Kind in Doctor Who (Staffel 19, Synchronisation 2019)
- 2004–2012: Akemi Kanda als Mashiro Kuna in Bleach (ab Folge 122)
- 2006–2012: Akari Higuchi als Jessica in Zero no Tsukaima (Staffel 1, Folge 7)
- 2008: Ami Koshimizu als Holo in Spice and Wolf (Synchronisation 2019)
- 2010: Yuka Iguchi als Yuuko Hattori in Demon King Daimao (Synchronisation 2015)
- 2013–2020: Emily Richardson als Bridget Donovan (jung) in Ray Donovan (Staffel 7)
- 2014: Mikako Komatsu als Sayo/Ayaki Ohashi als Kurome in Akame ga Kill! (Sayo: Staffel 1, Folge 1–3, 5/Kurome: Staffel 1, Folge 1–5, 7, 10–12)
- 2014: Mai Nakahara als Verdandi in Sword Art Online II (Staffel 1, Folge 17)
- 2014: Megumi Iwasaki als Verfluchtes Mädchen in Black Bullet (Staffel 1, Folge 2)
- seit 2015: Asuka Nishi als Sonoka Kikuchi in Food Wars! Shokugeki no Soma (Staffel 2, Folge 5–7)
- 2015–2016: Satomi Satou als Yukiko Kanzaki in Assassination Classroom
- 2016: Riko Kohara als Riko in Phantasy Star Online 2: The Animation (Folge 1, 2, 5, 6, 8–12)
- 2017: Emiri Katou als Riko Saikawa in Miss Kobayashi's Dragon Maid
- 2018: Yukana Nogami als Meiling Li in Cardcaptor Sakura: Clear Card
- 2018: Rie Kugimiya als Code 001 in Darling in the Franxx
- 2018: Chitose Morinaga als Dryade in Death March to the Parallel World Rhapsody (Folge 8)
- seit 2019: Ai Nonaka als Mansherry in One Piece (ab Folge 647)
- seit 2019: Yuuna Mimura als Miki in Mob Psycho 100 II (Folge 8, 10)
- seit 2019: Elizabeth Danielyan Betty als Schülerin #3 in Euphoria (Staffel 1, Folge 3, 5)
- 2019–2020: İlayda Alişan als Aylin in The Protector
- 2019: Karis Cameron als Kyler Norris in BH90210 (Folge 1, 2, 4, 6)
- 2019: Natasha Bure als Isabel in Fuller House
- 2019: Jill Talley als Squidina in SpongeBob Schwammkopf (2. Stimme)
- 2019–2020: Jordan Nichole Wall als Lila in Stumptown
- 2019–: Kaede Hondo als Nezumi in Beastars
- 2020–2024: Dana Heath als Mika Macklin in Danger Force
- 2020: Aria Brooks als Aria Brooks in All That
- 2020–2023: Kana Hanazawa als Chloe in Pokémon
- 2020: Molly Brown als Molly Myers in Chicago Med (Staffel 5, Folge 18)
- 2020: Minami Tsuda als Mei Aihara in Citrus
- 2020: Ami Koshimizu als Kallen Stadtfeld in Code Geass: Lelouch of the Rebellion
- 2020: Lori in Rev & Roll
- 2021: Roboterpuppe / Young-Hee in Squid Game
- 2021: Megu Ashiro als Kokoro Katsura in School Days
- 2021: Kaede Hondo als Sakura Minamoto in Zombie Land Saga
- 2021: Jennifer Hale als Illyana in The Witcher: Nightmare of the Wolf
- 2021: Kimiko Glenn als Kara in Star Wars: Visionen
- 2022: Gabrielle Nevaeh Green als Sadie in That Girl Lay Lay
- 2022: Pilar Pascual als Steffi Navarro in Sommer im Cielo Grande
- 2022: Madison Shamoun als Billie in The Lake – Der See
- seit 2023: Sabrina Pitre als Sora in Ninjago: Aufstieg der Drachen
- 2024: Kimiko Glenn als Niffty in Hazbin Hotel
- 2024: Ami Koshimizu als Holo in Spice and Wolf: Merchant Meets the Wise Wolf
- 2024: Yoshino Aoyama als Nonoa Miyamae in Alya Sometimes Hides Her Feelings in Russian

### Videospiele
- 2018: als Toki, Linzi Rotgrins, Captain Eudora in Hearthstone
- 2018: als Captain Eudora und Anneke Lehmann in World of Warcraft: Battle for Azeroth
- 2018: als Startail in Starlink: Battle for Atlas
- 2018: als Zoe in Spyro: Reignited Trilogy
- 2019: u. a. als Blair und Nicole in Days Gone[2]
- 2019: als Ava in Borderlands 3
- 2019: als Dominique „Domino“ Tam in Call of Duty: Modern Warfare
- 2020: als Dorian in Cyberpunk 2077
- 2022: als Adeline in Lost Ark
- 2023: als Sunny Monkey in Lego 2K Drive
- 2025: als Dame Satoko in Assassin’s Creed Shadows

### Werbung
- seit 2023 Garnier (Mixa-Werbespots)

## Hörbücher (Auswahl)
- 2022: Laura Labas: Emerald Witches, Hörbuch Hamburg, ISBN 978-3-8449-3193-8 (Hörbuch-Download, Die Hexen von Seoul 1)
- 2023: Emma Törzs: Ink Blood Mirror Magic, Hörbuch Hamburg
- 2025: Megan Lally: That's Not My Name, Audio Verlag München